# Enrique Ponce Boscarino
Enrique Ponce Boscarino es un artista plástico; escritor; dramaturgo; director teatral y actor argentino.

## Biografía
Enrique Ponce Boscarino artista argentino nacido en San Miguel de Tucumán en 1952, su excepcional trabajo plástico le ha valido el reconocimiento internacional, es un artista plural, multifacetico. Sus escritos, novelas, obras de teatro también suscitaron en numerosas oportunidades el elogio de la prensa especializada (ver referencias). El trabajo de Ponce Boscarino como actor y luego como director le valieron algunos premios, menciones especiales y puestos oficiales de jerarquía nacional en los ámbitos de la cultura de su país.

## En la plástica
Inicia su actividad artística hacía 1972 realizando numerosas exposiciones.
Desde esa época sus obras integran colecciones de diversos países en América y Europa.
A partir del año 2000 divide su tiempo entre sus ateliers de París y Buenos Aires.
- En 2002, realiza una exposición individual de Pinturas, Relieves, Objetos, Dibujos e Instalación. En la galería: Espace UVA Grand Montmartre, París, Francia.
- En 2003 realiza la exposición individual de sus obras (grandes formatos) más recientes, titulada Les couleurs du son en su Espacio de Arte de Paris XVIII. [www.ponceboscarino.com]
- En 2004 es seleccionado e invitado a participar en París del V Festival Montmartre en Europa – (27 de sus obras en exposición).
- En 2005 Presenta en París su serie "Entre el cielo y la tierra" que a continuación se exhiben en Buenos Aires en el marco de la inauguración de la sala de arte del Hyde Park Hotel.
- En 2007, en Buenos Aires, se exhibe su obra "La rentrée" en el marco de una exposición realizada en el Salón Azul del Senado de la Nación Argentina denominada "Arte del mundo".
- En 2008 su cotización ingresa a la reconocida nomina de “artistes cotes” de "Drouot" Cotation d'Artistes, Francia.
- En 2009 su cotización es publicada en el reconocido diccionario de cotizaciones internacionales Larousse - Difussion.
- En 2010 realizó su exposición individual: "PERCEPCIONES", la que tuvo lugar durante el mes de mayo, en el marco de los festejos del Bicentenario de la República Argentina, en salas del Palacio del Congreso de la Nación Argentina.

Algunas de sus obras más recientes pueden visualizarse en: "ARTE PONCE BOSCARINO".

## En el teatro
Síntesis de su actividad teatral:
Inicia su actividad profesional en 1969 ingresando a la compañía oficial de la provincia de [Tucumán] Argentina, Teatro Estable de la Provincia.
A lo largo de más de treinta años de labor ininterrumpida ha realizado tareas de actor, director, escenógrafo y/o diseñador de espacios escénicos en distintos escenarios de Argentina y del exterior, asimismo ha realizado adaptaciones de textos dramáticos, ha escrito diversas obras teatrales y guiones para corto, medio o largometrajes cinematográficos.
Desde la Dirección teatral prefirió los autores nacionales argentinos y latinoamericanos, entre sus puestas en escenas destacadas se menciona:
- La chispa del milagro de Juan Carlos Bohorquez
- Arráncame la vida de Rodolfo Santana
- Torquemada de Augusto Boal
- Cabaret Concert de Rafael Nofal
- Bay, Bay Buenos Aires de Beatriz Mosquera
- El locutorio de Jorge Díaz
- TeaTrango de su autoría.

Como actor
Se destacan sus labores en :
- Tartufo de Molière - Dir. Bernardo Roitman
- Calïgula de Albert Camus - Dir. Boyce Diaz Ulloque
- La pulga en la oreja de Georges Feydeau - Dir. Carlos Olivera
- El Oro y la Paja de Barilet y Gredy - Dir. Boyce Diaz Ulloque
- Testigo de cargo de A. Cristhie - Dir. Carlos Olivera
- La Granada de Rodolfo Walsh - Dir. Boyce Diaz Ulloque
- Requiem para un viernes en la noche de German Rozenmacher - Dir. Manuel Maccarini
- La cantata de Santa María de Iquique de Luis Advis - Dir. Carlos Olivera
- El gran deschave de Sergio de Cecco Dir. Jorge Alves
- La revolución de mayo de Juan Bautista Alberdi - Dir. Carlos Olivera
- Mateo de Armando Discepolo - Dir. Rafael Nofal

En los espectáculos de su autoría :
- Historias viejas
- La canción del Quijote
- Palabras en concierto
- TeaTrango : declarado de interés cultural para gira internacional por la Secretaria de Cultura de la Nación de la República Argentina.
- La ville aux trottoirs noirs